# Maj Kuhlefelt

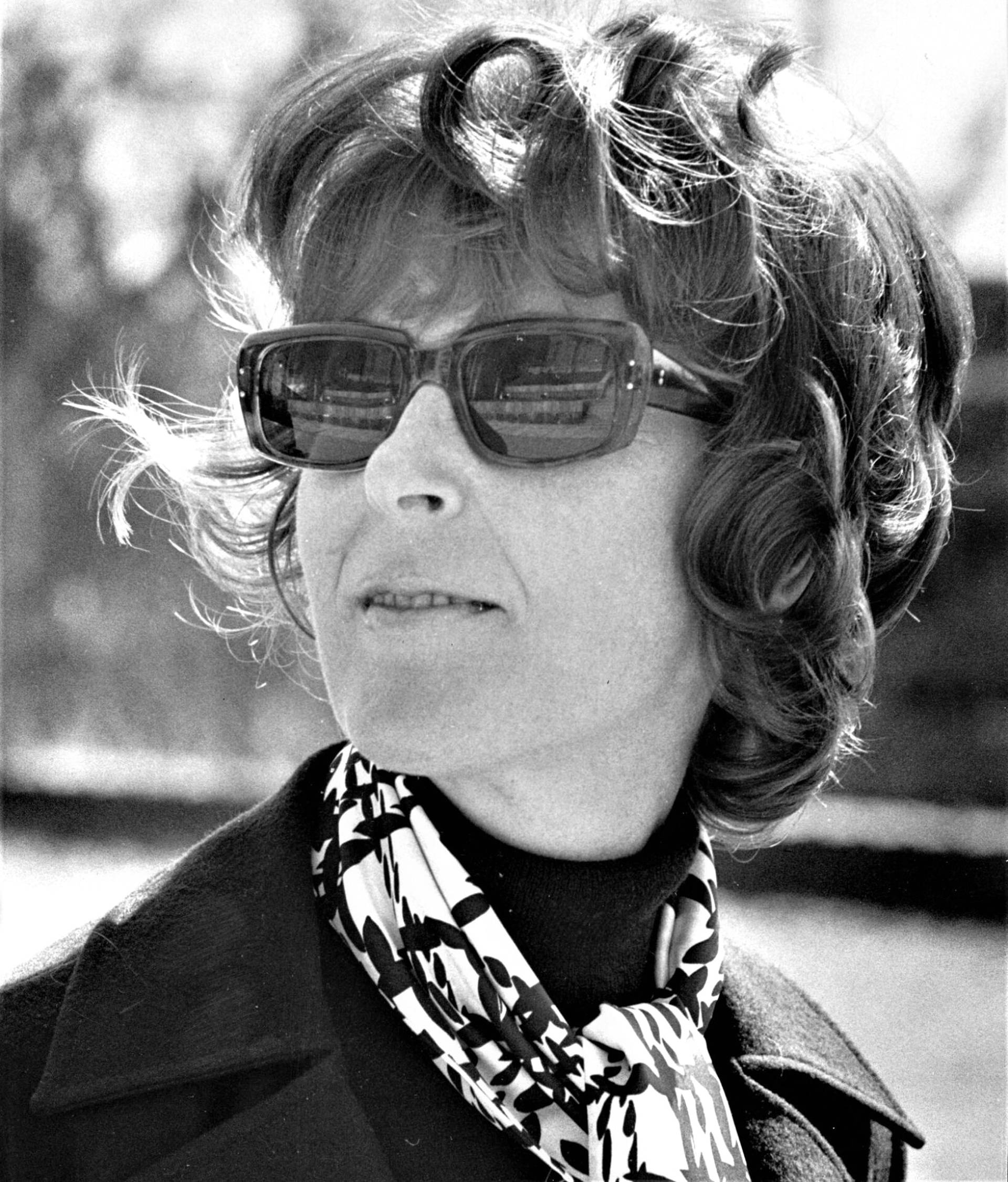
Maj Kuhlefelt år 1972.

Maj-Britt Kuhlefelt, född Lindfors 1 maj 1931 i Helsingfors, död där 14 juli 2018, var en finländsk formgivare.
Kuhlefelt gjorde redan under 1960-talet ett banbrytande arbete inom finländsk textil- och kläddesign genom att införa granna färger och modern design, bland annat i modellserien "Maj" för barn vid Suomen Trikoo och Finn-Flare samt i moderna arbetskläder för bland annat statsjärnvägarna, Penningautomatföreningen, Helsingfors stads trafikverk, Stockmann, Konsum i Sverige och Vingresor. Hon utförde även ett flertal inredningsprojekt, bland annat i Finnairs flygplan och trafikverkets bussar i Helsingfors. Hon utgav ensam eller tillsammans med kollegan Pi Sarpaneva ett flertal böcker och artiklar om kläder, inredning, miljö och arkitektur.